# Andrei Pacheco
Andrei Pacheco (ur. 20 września 1984 w Princes Town) – trynidadzko-tobagijski piłkarz występujący na pozycji pomocnika. Zawodnik klubu T&TEC SC.

## Kariera klubowa
Pacheco karierę rozpoczynał w 2002 roku w zespole W Connection. Jego graczem był przez 9 lat. W tym czasie zdobył z nim mistrzostwo Trynidadu i Tobago (2005), Puchar Trynidadu i Tobago (2002) oraz 5 Pucharów Ligi Trynidadzko-Tobagijskiej (2004, 2005, 2006, 2007, 2008). Wraz z klubem dwukrotnie (2006, 2009) zwyciężył także w rozgrywkach CFU Club Championship.
W 2011 roku Pacheco przeszedł do T&TEC SC.

## Kariera reprezentacyjna
W reprezentacji Trynidadu i Tobago Pacheco zadebiutował w 2006 roku. W 2007 roku został powołany do kadry na Złoty Puchar CONCACAF. Zagrał na nim w meczach z Salwadorem (1:2) i Stanami Zjednoczonymi (0:2), a Trynidad i Tobago zakończył turniej na fazie grupowej.